# Yakitori: A balszerencse katonái
A Yakitori: A balszerencse katonái (ヤキトリ; Jakitori; Hepburn: Yakitori; angol címén Yakitori: Soldiers of Misfortune) japán regénysorozat, melyet Carlo Zen írt és so-bin illusztrált. Az első kötet 2017 augusztusában jelent meg a Hayakawa Publishing kiadásában. Az Arect stúdió gyártásában egy ONA animesorozat is készült belőle, amit 2023 májusában vált elérhetővé a Netflix kínálatában.

## Történet
A jövőben a Földet gyarmatosította a Csillagközi Kereskedelmi Szövetség, egy magasabb rendű földönkívüli civilizáció, melyet különböző antropomorf állatfajok alkotnak. Technológiai vagy más exportálható áruk hiánya miatt a Föld a „harmadik világ” állapotába süllyed az intergalaktikus közösségben, egyetlen exportálható értéke pedig az ember, mint élelmiszer vagy zsoldos. A történet középpontjában egy fiatal férfi, Ihocu Akira áll, aki számára a Szövetség elnyomó társadalma elleni lázongásai miatt csak egy kitörési lehetőség marad, ha beszervezik egy bolygóközi zsoldos katonai egységbe, az úgynevezett yakitorik közé, akiket inkább kezelnek felszerelésként, mint katonaként, parancsnokaik teljesen feláldozhatónak tartják őket, ezért 70%-os a halálozási arányuk.
Akira a K321-es egység tagja lesz Jang Zi-hannal, Tyron Baxterrel, Amalia Schulzcal, Erland Martonennel. Az egység egy kísérlet részét képezi, ahol a katonákat hagyományos módon képzik ki ahelyett, hogy az agyukba minden harci tudást betáplálnának.

## Szereplők
Ihocu Akira (伊保津明; Hepburn: Ihotsu Akira)
Szinkronhangja: Ban Taito  (japán), Stephen Fu (angol), Baráth István (magyar)
A K321-es egység forrófejű tagja, akinek erőszakos viselkedése miatt egyetlen lehetőség maradt, hogy besorozzák a yakitorikhoz. Nagyar értékeli függetlenségét, ezért kezdetben a együttműködés legkisebb szándékát sem mutatja társai felé. Japán származású.
Jang Zi-han (楊紫涵; Yang Zi-han / Zi Han Yan)
Szinkronhangja: Szeto Aszami  (japán), Frankie Kevich (angol), Laudon Andrea (magyar)
A K321-es egység legmegfontoltabb tagja, kiváló stratéga, aki nyomás alatt is higgadt marad. Kínai származású lány.
Tyron Baxter (タイロンバクスター; Tairon Bakuszutá; Hepburn: Tairon Bakusutā)
Szinkronhangja: Takeucsi Sunszuke  (japán), Zeno Robinson (angol), Borbély Richárd (magyar)
A K321-es egység sötét bőrű tagja. Jó természetű, az egység fizikailag legerősebb tagja. Amerikai származású.
Erland Martonen (エルランドマルトネン; Erurando Marutonen)
Szinkronhangja: Kavanisi Kengo  (japán), Alejandro Saab (angol), Czető Roland (magyar)
A K321-es egység tagja. Visszahúzódó természetű, de próbálja együttműködésre ösztönözni a társait. Svéd származású.
Amalia Schulz (アマリヤシュルツ; Amarija Surucu; Hepburn: Amariya Shurutsu)
Szinkronhangja: Kitó Akari  (japán), Cherami Leigh (angol), Pekár Adrienn (magyar)
A K321-es egység tagja. Erős akaratú és szókimondó, és hajlamos a meggondolatlan cselekvésre. Akirához hasonlóan ő is forrófejű és gyakran vitatkoznak egymással. Angol származású lány.
Vasa Pupkin (ヴァーシャパプキン; Bása Papukin; Hepburn: Bāsha Papukin)
Szinkronhangja: Cuda Kendzsiró  (japán), Ron Bottitta (angol), Király Adrián (magyar)
ENSZ-felügyelő, teljes titulusának megnevezése: A Különleges Űrbiztonsági Iparág fennhatósága alá tartozó, a Kereskedelmi Szövetség Útvonalfenntartó Bizottsága által kijelölt Bolygólakó Intelligens Fajok Hivatalán keresztül az ENSZ és a Főkormányzat Főbiztosi Hivatala által jóváhagyott földlakókból álló egység felügyelője. Beceneve a „Szakács”. Ő szervezi be Akirát a yakitorik közé.
Rimel (リメル; Rimeru)
Szinkronhangja: Takagi Vataru  (japán), Patrick Seitz (angol), Schneider Zoltán (magyar)
A Szövetség tengerészgyalogos tisztje a Barka körzetben. Megjelenése antropomorf angol buldog.
John Do (ジョン・ドゥ; Dzson Dó; Hepburn: Jon Dō)
Szinkronhangja: Inada Tecu  (japán), Papucsek Vilmos (magyar)
A K321-es egység kegyetlen kiképzője a „Konyhában”, a yakitorik marsi kiképzőbázisán.
Irányító MI Hacune Mimi (管制AI初音ミミ; Kanszei AI Hacune Mimi; Hepburn: Kansei AI Hatsune Mimi)
Szinkronhangja: Fudzsita Szaki (Hacune Miku)  (japán)
Egy mesterséges intelligencia, ami a K321-es egységet segíti. Holografikus képe egy nyúlfejű Hacune Miku.
További magyar hangok: Bognár Tamás – ügyész, Bordás János, Bozó Andrea – főbíró, Farkas Fanni, Galiotti Barbara, Hám Bertalan, Hegedüs Miklós, Holl Nándor – ügyvéd, Juhász Zoltán, Kovács Olga, Németh Attila István, Orosz Gergely, Rostás Ábel, Rostás Luca, Sörös Miklós, Szabó Andor, Szrna Krisztián, Tárnok Csaba, Vámos Mónika.

## Médiamegjelenések

### Regény
A regénysorozatot Carlo Zen írta és so-bin (az Overlord illusztrátora) illusztrálta, az első kötet 2017. augusztus 8-án jelent meg a Hayakawa Publishing kiadásában. 2018 áprilisáig két kötet jelent meg.
|   | Cím        | Kiadás dátuma      | ISBN              |
| 1 | Jakitori 1 | 2017. augusztus 8. | 978-4-15-031280-0 |
| 2 | Jakitori 2 | 2018. április 18.  | 978-4-15-031318-0 |

### Anime
Egy ONA animesorozat-feldolgozást 2023. március 25-én jelentettek be az AnimeJapan-en. Az Arect stúdió gyártásában készült, rendezője Anbó Hideki volt, a forgatókönyvet Szakai Micujaszu írta, a figuratervezést Jamagata Acusi végezte, míg a zenét Isii Ken szerezte. Világpremierje 2023. május 18-án volt a Netflixen, Magyarországon magyar szinkronnal és felirattal.
Az animében egy instrumentális nyitó- és záródal hallható, utóbbi Wolfgang Amadeus Mozart Kis éji zenéjének modern feldolgozása. A Kis éji zene több epizódban is hallható, de a 2. epizódban felcsendül a Török induló is Mozarttól.

#### Epizódok
| # | Epizód címe                               | Első japán sugárzás | Első magyar sugárzás |
| --- | ----------------------------------------- | ------------------- | -------------------- |
| 1. | Diplomáciai küldetés A Diplomatic Mission | 2023. május 18.     | 2023. május 18.      |
| A jövőben a Földet gyarmatosította a Csillagközi Kereskedelmi Szövetség, egy magasabb rendű földönkívüli civilizáció, melyet különböző antropomorf állatfajok alkotnak. Az összeomlott földi társadalomban egy fiatal férfi, Ihocu Akira tanulmányaival akar kitűnni, akit azonban a Szövetség elnyomó rendszere nem hagy érvényesülni, és miután több erőszakos cselekménybe keveredik, lecsúszik a ranglétrán. Egy Vasa Pupkin nevű ENSZ-felügyelő azonban kitörési lehetőségként felajánlja számára, hogy beszervezik egy bolygóközi katonai egységbe, az úgynevezett yakitorik közé, ahol azonban 70%-os a halálozási arány. Akirát a K321-es egység tagjaként a Barka bolygóra irányítják egy diplomáciai küldetésre, ahol később fegyveres krízis alakul ki, miután a barkaiak fellázadnak a Szövetség ellen és megtámadják az egyik bázisukat. |                                           |                     |                      |
| 2. | Ellentámadás Counterattack                | 2023. május 18.     | 2023. május 18.      |
| A lázadók megszerezték a Szövetség TUF-MAGAK soklábú tankjait, a K321-es egység ezeket veszi célba. Rimel tiszt utánpótlást kér az űrből, de mivel az ellenség elfoglalta a kifutópályát, így azt javasolja, hogy dobják le a levegőből. Miután a K321-esek sikeresen megsemmisítenek egy ellenséges tankot, Rimel megparancsolja nekik, hogy hatoljanak be az ellenség területére és zavarják annak tüzérségét. Tíz hónappal korábban Tyrone Baxter, Erland Martonen, Amalia Schulz, Jang Zi-han és Ihocu Akira először találkoznak a Földön, mielőtt a Marsra indulnának a kiképzésükre. A yakitorikon újfajta kiképzési módot alkalmaznak, mely visszanyúl a hagyományos módszerekhez. |                                           |                     |                      |
| 3. | Zaklatás Harassment                       | 2023. május 18.     | 2023. május 18.      |
| A K321-es egység páncélozott járművével kitör az ostromlott bázisról és az őslakosok támadásai ellenére sikeresen eljutnak a legközelebbi tüzérségi erődig. 10 hónappal korábban a „Konyhában” John Do megkezdi a K321-esek kiképzését, azonban a gyakorlatokat sorra elveszítik és több hónap után sem mutatnak fejlődést. |                                           |                     |                      |
| 4. | Atrocitás Atrocity                        | 2023. május 18.     | 2023. május 18.      |
| A K321-es egység átveszi az irányítást az őrzés nélkül hagyott, automatizált tüzérségi erőd felett és megsemmisítenek vele egy másikat, ami során számos barkai civilt is megölnek. Ezután barkai patkányok rohanják le őket, ezért Rimeltől bombázást kérnek az űrből, ami hatalmas pusztítást végez. Hónapokkal korábban a „Konyhában” John Do rávilágít csapatmunkájuk hiányosságaira a gyakorlatokon, de a K321-esekenek a csapatszellemen javítva sincs esélyük más yakitori egységekkel szemben, akikbe – velük ellentétben – minden harci tudást betápláltak. Akira rájön, hogy csak úgy van esélyük, ha megváltoztatják a szabályokat. Miután ezt kérelmezik a kiképzőjüknél, átengedi őket a vizsgán. |                                           |                     |                      |
| 5. | A hátvéd The Rear Guard                   | 2023. május 18.     | 2023. május 18.      |
| Az ellenséges lövegek megsemmisültek és a kifutópálya is szabaddá vált, így Rimel kiadja a parancsot a visszavonulásra. A K321-es egységnek időben vissza kell érnie a bázisra, hogy elhagyhassák a bolygót. Füstbombákkal álcázzák a páncélozott járművüket, de két ellenséges póktankkal is szembe kerülnek. Az egyiket – Akira életének kockáztatásával – a yakitorik, a másikat a segítségükre érkező tengerészgyalogosok semlegesítik. Az evakuáció sikeresen lezajlik, Rimel és a tengerészgyalogosok a továbbiakban bajtársként tekintenek a K321-esekre, röviddel érkezésük után azonban letartóztatják őket a szövetségiek. Egy hónappal korábban a yakitorik közül csak a K321-esek élik túl első éles bevetésüket. |                                           |                     |                      |
| 6. | Yakitori                                  | 2023. május 18.     | 2023. május 18.      |
| A szövetségiek a K321-es egységet kiáltják ki bűnbakká a Barkán történt népirtás miatt, letartóztatják és perbe fogják őket. A tárgyalásuk során Vasa Pupkin is vallomást tesz tanúként, s elismeri, hogy a K321-es egység közreműködése hozzájárult a barkai népirtáshoz. Az ügyvédjük végül megvédi a yakitorikat azzal érvelve, hogy ők csak eszközök, illetve nem részesültek megfelelő képzésben, így a felelősség a Szövetséget terheli. A K321-es egységet felmentik, de etikai és erkölcsi képzésen kell részt venniük. Három hónappal a tárgyalás után a K321-esek újra a Barkán kerülnek bevetésre, ahol megmentik a barkai nagykövetet és gyermekeit a lázadóktól. |                                           |                     |                      |

## Fogadtatás
Charles Hartford, a But Why Tho? kritikusa szerint bár a szereplők közötti kapcsolatok és fejlődésük jól működik az animesorozatban, a politikai elemek zavarosak. Bírálta a sorozat erkölcsi oldalát, hogy a főszereplők teljes felmentést kapnak a bűn alól, melynek részesei voltak. Dicsérettel illette az animációt, ami „nagyszerűen mutatja be a háború borzalmait, valamint a szereplők érzelmeit”, de kritizálta az idegen fajok antropomorf állat megjelenését, ami „abszurdnak és furcsának hat”. Negatívumként emelte ki a zenét is, ami „soha nem illik össze a látvánnyal, amit kísér”. Összesen 10-ből 7,5 pontot adott a sorozatra.